# Ruderkanal Brest
Der Ruderkanal Brest (russisch Брестский гребной канал) ist ein künstlicher See in der belarussischen Stadt Brest, der seit 2007 als Regattastrecke für den Rudersport verwendet wird.

## Geschichte
Die Anlage wurde am 25. Mai 2007 eröffnet. Er befindet sich südlich der Stadt sowie südlich des Flusses Muchawez und ist Teil des Brest Regional Centre of Olympic Reserve for rowing, das nur sechs Kilometer von der polnischen Grenze entfernt liegt.

## Eigenschaften
Der Ruderkanal Brest verfügt eine Wettkampfbahn mit 2000 m Länge und 162 m Breite sowie ein abgetrenntes Trainingsbecken mit einer Verbindung zur Muchawez.
Die Haupttribüne des Ruderkanals verfügt über eine Kapazität von 761 einfachen Sitz- und 27 VIP-Plätzen.

## Veranstaltungen
- Ruder-Europameisterschaften 2009
- U23-Weltmeisterschaften im Rudern 2010